# Liste der Orgeln im Landkreis Gießen
Die Liste der Orgeln im Landkreis Gießen umfasst alle erhaltenen Pfeifenorgeln im Landkreis Gießen (Mittelhessen). Sie ist eine Ergänzung zum Hauptartikel Orgellandschaft Hessen, in dem sich weitere Literatur findet.
Von den mehr als 150 Instrumenten im Landkreis sind 56 älter als 100 Jahre. Die älteste Orgel geht auf Georg Wagner (1624) zurück, von der der Prospekt und fünf Register in der Licher Marienstiftskirche erhalten sind. In der Evangelischen Stadtkirche Laubach steht eine Barockorgel, die die Thüringer Orgelbauer Johann Casper Beck und Johann Michael Wagner 1751 fertigstellten. Johann Andreas Heinemann war als ihr Geselle maßgeblich an dem Neubau beteiligt und schuf Orgeln in Kirchberg (Lahn) (1778) und Freienseen (1797, Zuschreibung). Das 19. Jahrhundert wird durch die konkurrierenden Orgelbauer Johann Georg Förster, von dem 17 Orgeln erhalten sind, und die Orgelbauerfamilie Johann Hartmann Bernhard mit insgesamt zwölf Instrumenten geprägt, das 20. Jahrhundert weitgehend von Förster & Nicolaus Orgelbau beherrscht. Mehr als 50 Orgeln der Licher Firma erklingen im Landkreis Gießen.

## Orgelliste
In der fünften Spalte sind die hauptsächlichen Erbauer angeführt; eine Kooperation mehrerer Orgelbauer wird durch Schrägstrich angezeigt, spätere Umbauten durch Komma. In der siebten Spalte bezeichnet die römische Zahl die Anzahl der Manuale, ein großes „P“ ein selbstständiges Pedal, ein kleines „p“ ein nur angehängtes Pedal und die arabische Zahl in der vorletzten Spalte die Anzahl der klingenden Register.
| Ort                          | Kirche                                           | Bild                                  | Gemeinde bzw. Stadt | Orgelbauer                                                                            | Jahr             | Manuale | Register | Anmerkungen |
| ---------------------------- | ------------------------------------------------ | ------------------------------------- | ------------------- | ------------------------------------------------------------------------------------- | ---------------- | ------- | -------- | --- |
| Albach (Fernwald)            | Evangelische Kirche                              |                                       | Fernwald            | Johann Georg Förster                                                                  | 1863             | I/P     | 8        | vollständig erhalten |
| Allendorf/Lahn               | Evangelische Kirche                              |                                       | Gießen              | Johann Georg Förster                                                                  | 1879             | I/P     | 7        | fast vollständig erhalten |
| Allendorf (Lumda)            | Evangelische Kirche                              |                                       | Allendorf (Lumda)   | Johann Conrad Wagner, Oberlinger                                                      | 1737, 1996       | II/P    | 15       | Neubau hinter historischem Prospekt, mechanische Schleifladen |
| Allendorf (Lumda)            | Zionskirche                                      |                                       | Allendorf (Lumda)   | Wolfgang Böttner                                                                      | 1966             | II/P    | 14       | mechanische Schleifladen |
| Allertshausen                | Evangelische Kirche                              |                                       | Rabenau             | Förster & Nicolaus                                                                    | 1960             | I/p     | 5        | vier geteilte Register, seit 1992 in Allertshausen |
| Alten-Buseck                 | Evangelische Kirche                              |                                       | Buseck              | Johann Georg Förster                                                                  | 1899             | II/P    | 10       | pneumatische Kegelladen, Prospekt im Stil der Neorenaissance |
| Annerod                      | Evangelische Kirche                              |                                       | Fernwald            | Johann Georg Förster                                                                  | 1881             | II/P    | 14       | Hängeventillade, Transmissionslade: 5 Register des HW werden ins Pedal transmittiert. |
| Bellersheim                  | Evangelische Kirche                              |                                       | Hungen              | Johann Georg Förster                                                                  | 1868             | II/P    | 15       | mit „Ventilspringladen“, eine Bauart der Kegellade; vollständig erhalten |
| Beltershain                  | Evangelische Kirche                              |                                       | Grünberg            | Förster & Nicolaus                                                                    | 1989             | I/p     | 5        | |
| Bersrod                      | Evangelische Kirche                              |                                       | Reiskirchen         | Günther Hardt                                                                         | 1991             | I/P     | 6        | Das genaue Baujahr konnte noch nicht ermittelt werden. |
| Bettenhausen (Lich)          | Evangelisch-reformierte Kirche                   |                                       | Lich                | Johann Georg Förster                                                                  | 1854             | I/P     | 10       | fast vollständig erhalten |
| Beuern (Buseck)              | Evangelische Kirche                              |                                       | Buseck              | Friedrich Wilhelm Bernhard                                                            | 1847             | II/P    | 23       | |
| Beuern                       | Evangelisches Gemeindehaus                       |                                       | Gießen              | E. F. Walcker & Cie.                                                                  | 1952             | I       | 4        | |
| Birklar                      | Evangelische Kirche                              |                                       | Lich                | Philipp Heinrich Bürgy/Johann Georg Bürgy                                             | 1820             | II/P    | 13       | zum großen Teil erhalten |
| Burkhardsfelden              | Evangelische Kirche                              |                                       | Reiskirchen         | Gebrüder Bernhard                                                                     | 1886             | I/P     | 7        | 1959 durch Förster & Nicolaus ein Register umgearbeitet |
| Cleeberg                     | Evangelische Kirche                              |                                       | Langgöns            | Gebrüder Bernhard                                                                     | 1888–1889        | I/P     | 8        | 1937 umdisponiert durch Orgelbauer Eppstein |
| Daubringen                   | Evangelische Kirche                              |                                       | Staufenberg         | E. F. Walcker & Cie.                                                                  | 1971             | II/P    | 12       | |
| Dorf-Güll                    | Evangelisch-reformierte Kirche                   |                                       | Pohlheim            | Johann Hartmann Bernhard                                                              | 1839             | I/P     | 8        | fast vollständig erhalten |
| Dornholzhausen (Langgöns)    | Evangelische Kirche                              |                                       | Langgöns            | Friedrich Weigle                                                                      | 1930             | II/P    | 9        | hinter historischem Prospekt von Grieb oder Dreuth |
| Eberstadt (Lich)             | Evangelische Kirche                              |                                       | Lich                | Johann Georg Förster, Paul Ott, Oberlinger                                            | 1852, 1955, 1968 | II/P    | 18       | hinter der Prospektfassade Ott-Orgel aus Frankfurt am Main, die von Oberlinger eingreifend umgebaut wurde |
| Eberstadt (Lich)             | St. Maria Immaculata                             |                                       | Lich                | Förster & Nicolaus                                                                    | 1986             | I       | 4        | Positiv |
| Espa (Langgöns)              | Evangelische Kirche                              |                                       | Langgöns            | G. F. Steinmeyer & Co.                                                                | 1963             | I       | 5        | opus 2060 |
| Ettingshausen                | Evangelische Kirche                              |                                       | Reiskirchen         | Johann Georg Förster                                                                  | 1880             | I/P     | 8        | mechanische Kegelladen |
| Fellingshausen               | Evangelische Kirche                              |                                       | Biebertal           | Werner Bosch Orgelbau                                                                 | 1972             | I/P     | 10       | hinter neugotischem Prospekt der Vorgängerorgel von Förster & Nicolaus (1902); 1998 durch Christoph Böttner um 3 Register erweitert |
| Frankenbach (Biebertal)      | Evangelische Kirche                              |                                       | Biebertal           | Gerald Woehl                                                                          | 1976             | I/P     | 6        | hinterspielige Brüstungsorgel, Subbass 16′ hinterständig aufgestellt |
| Freienseen                   | Evangelische Kirche                              |                                       | Laubach             | Johann Andreas Heinemann                                                              | 1797             | I/P     | 14       | Zuschreibung |
| Garbenteich                  | Evangelische Kirche                              |                                       | Pohlheim            | Förster & Nicolaus                                                                    | 1974             | I/P     | 9        | unter Einbeziehung älterer Register der Vorgängerorgel von Johann Georg Förster (1900), mechanische Kegelladen |
| Garbenteich                  | Friedhofskapelle                                 |                                       | Pohlheim            | unbekannt (Bausatz?)                                                                  | um 1975          | I       | 4        | Orgelpositiv |
| Geilshausen                  | Evangelische Kirche                              |                                       | Rabenau             | Gebr. Link                                                                            | 1912             | I/P     | 6        | pneumatische Kegelladen; hinter historischem Prospekt aus dem Ende des 18. Jahrhunderts |
| Gießen                       | St. Albertus                                     |                                       | Gießen              | Förster & Nicolaus                                                                    | 1955–1956        | II/P    | 25       | 2006 gebraucht von der Heilandskirche in Frankfurt am Main übernommen und umgebaut |
| Gießen                       | Kapelle auf dem Alten Friedhof (Gießen)          |                                       | Gießen              | Förster & Nicolaus                                                                    | 1965             | II/P    | 9        | 1975 gebraucht als Hausorgel aus Saarlouis erworben |
| Gießen                       | Andreaskirche                                    |                                       | Gießen              | Förster & Nicolaus                                                                    | um 1967          | I/P     | 5        | |
| Gießen                       | St. Bonifatius, Hauptorgel                       |                                       | Gießen              | Hermann Eule Orgelbau Bautzen                                                         | 2015             | III/P   | 38       | sowie drei Extensionen und eine Transmission, englisch-romantische Disposition; Ersatz für eine Orgel von Förster & Nicolaus (1965, III/P/42) |
| Gießen                       | St. Bonifatius, Chororgel                        |                                       | Gießen              | T. Hopkins & Sons                                                                     | 1912             | II/P    | 14       | |
| Gießen                       | Evangelisches Krankenhaus                        |                                       | Gießen              |                                                                                       |                  | I       | 5        | vier Register aufgeteilt in Bass/Diskant |
| Gießen                       | Freie ev. Gemeinde                               |                                       | Gießen              | Orgelbau Schmid                                                                       | 1986             | II/P    | 17       | unter Einbeziehung älterer Register und Teile der abgebrochenen Hindelang-Orgel aus Ebenhofen (1963) |
| Gießen                       | Johanneskirche, Hauptorgel                       |                                       | Gießen              | Förster & Nicolaus                                                                    | 1968             | III/P   | 43       | |
| Gießen                       | Johanneskirche, Truhenorgel                      |                                       | Gießen              | Kilian Gottwald                                                                       | 2018             | I       | 2        | |
| Gießen                       | Justus-Liebig-Universität, Aula                  |                                       | Gießen              | Förster & Nicolaus                                                                    | 1957             | II/P    | 25       | |
| Gießen                       | Justus-Liebig-Universität, Auditorium maximum    |                                       | Gießen              | Werner Bosch Orgelbau                                                                 | 1967             | II/P    | 12       | auf fahrbarem Podest |
| Gießen                       | Justus-Liebig-Universität, Übungsorgel           |                                       | Gießen              | Klaus Becker                                                                          | 1967             | II/P    | 6        | im Haus D des Philosophikums II |
| Gießen                       | Lukaskirche                                      |                                       | Gießen              | Förster & Nicolaus                                                                    | 1953             | I/p     | 5        | mit geteilten Registern |
| Gießen                       | Neuapostolische Kirche                           |                                       | Gießen              | Günter Schwan                                                                         | 1965             | II/P    | 17       | elektrische Spiel- und Registertraktur; 2001 von Hardt überholt |
| Gießen                       | Neuer Friedhof, Kapelle                          |                                       | Gießen              | Förster & Nicolaus                                                                    | 1966             | I/P     | 6        | |
| Gießen                       | Pankratiuskapelle                                |                                       | Gießen              | Joseph Raschke                                                                        | 1949             | II/P    | 16       | zweigeteilter Freipfeifenprospekt, elektrische Traktur |
| Gießen                       | Pauluskirche                                     |                                       | Gießen              | Oberlinger                                                                            | 1965             | I/P     | 6        | |
| Gießen                       | Petruskirche                                     |                                       | Gießen              | Förster & Nicolaus                                                                    | 1968             | III/P   | 33       | Prospektentwurf von Walter Supper |
| Gießen                       | Universitätsklinikum Gießen und Marburg, Kapelle |                                       | Lich                | Henk Klop                                                                             | 2020             | I       | 4        | Truhenorgel |
| Gießen                       | Vitos-Kapelle Gießen                             |                                       | Gießen              | Förster & Nicolaus                                                                    | 1912             | I/P     | 7        | 1955 Umdisponierung durch dieselbe Firma |
| Gießen                       | Stadtkirche, Turmkapelle                         |                                       | Gießen              | Förster & Nicolaus                                                                    | um 1952          | I       | 4        | Orgelpositiv mit Freipfeifenprospekt |
| Gießen                       | Stephanuskirche                                  |                                       | Gießen              | E. F. Walcker & Cie.                                                                  | 1964             | I/P     | 6        | seit etwa 1979 in der Stephanuskirche |
| Gießen                       | St. Thomas Morus                                 |                                       | Gießen              | Orgelbau Kreienbrink                                                                  | 1971             | II/P    | 21       | |
| Gießen                       | St. Thomas Morus, Georgs-Kapelle                 |                                       | Gießen              | Kurt Hofbauer                                                                         | 1979             | II/P    | 12       | Orgel im Bausatz, die von Gemeindegliedern der Wichernkirche zusammengebaut wurde; 2024 wegen Abriss der Wichernkirche nach St. Thomas Morus umgesetzt                                                                                              |
| Gießen                       | Thomasgemeinde, Gemeindesaal                     |                                       | Gießen              | Förster & Nicolaus                                                                    | 1967             | I/P     | 7        | 1979 Pedalregister ergänzt |
| Göbelnrod                    | Evangelischer Gemeindesaal                       |                                       | Grünberg            | Förster & Nicolaus                                                                    | 1999             | I/P     | 7        | |
| Gonterskirchen               | Evangelische Kirche                              |                                       | Laubach             | Werner Bosch Orgelbau                                                                 | 1968             | I/P     | 9        | hinter historischem Prospekt von Johann Jakob Dahm, wohl unter Einbeziehung einiger alter Register |
| Großen-Buseck                | Evangelische Kirche                              |                                       | Buseck              | Johann Georg Förster                                                                  | 1870             | II/P    | 20       | Neubau; weitgehend erhalten, mit Physharmonika und Collectivtritt |
| Großen-Linden                | Christ-König                                     |                                       | Linden              | Förster & Nicolaus                                                                    | 1965             | II/P    | 22       | |
| Großen-Linden                | Evangelische Kirche                              |                                       | Linden              | Förster & Nicolaus                                                                    | 1908             | II/P    | 20       | |
| Grünberg                     | Hospitalkirche                                   |                                       | Grünberg            | unbekannt                                                                             | 19. Jhd.         | I/P     | 6        | |
| Grünberg                     | Sieben Schmerzen Mariens                         |                                       | Grünberg            | Gebr. Link                                                                            | 2000             | II/P    | 18       | |
| Grünberg                     | Evangelische Stadtkirche                         |                                       | Grünberg            | Förster & Nicolaus                                                                    | 1969             | II/P    | 23       | |
| Grüningen (Pohlheim)         | Evangelische Kirche                              |                                       | Pohlheim            | Gebrüder Bernhard                                                                     | 1881             | I/P     | 11       | vollständig erhalten |
| Harbach (Grünberg)           | Evangelische Kirche                              |                                       | Grünberg            | Friedrich Wilhelm Bernhard                                                            | 1861             | I/P     | 7        | |
| Hattenrod                    | Evangelische Kirche                              |                                       | Reiskirchen         | Förster & Nicolaus                                                                    | 1902             | I/P     | 7        | |
| Hausen (Pohlheim)            | Evangelische Kirche                              |                                       | Pohlheim            | Förster & Nicolaus                                                                    | 1974             | I/P     | 7        | unter Einbeziehung alter Register der Vorgängerorgel von Johann Georg Förster (1896) |
| Hausen (Pohlheim)            | Friedhofskapelle                                 |                                       | Pohlheim            | Förster & Nicolaus                                                                    | 1964             | I       | 4        | Orgelpositiv mit geteilten Registern, ursprünglich in der Wicherngemeinde, Gießen, 2012 nach Hausen umgesetzt |
| Heuchelheim                  | neue Martinskirche                               |                                       | Heuchelheim         | Förster & Nicolaus                                                                    | 1977             | II/P    | 21       | |
| Heuchelheim                  | Maria Frieden                                    |                                       | Heuchelheim         | Gebr. Hillebrand                                                                      | 1978             | II/P    | 13       | 2014 gebraucht von der Johanneskirche in Hannover-List erworben; von Förster & Nicolaus nach Heuchelheim umgestellt. |
| Heuchelheim                  | Martinskirche                                    |                                       | Heuchelheim         | Johann Christian Köhler, Förster & Nicolaus                                           | 1755, 1926       | II/P    | 13       | hinter historischem Orgelprospekt, der 1868 aus Klein-Karben erworben wurde |
| Holzheim (Pohlheim)          | Evangelisch-reformierte Kirche                   |                                       | Pohlheim            | Förster & Nicolaus                                                                    | 1968             | II/P    | 13       | hinter historischem Prospekt von Johann Hartmann Bernhard (1829) |
| Hungen                       | St. Andreas                                      |                                       | Hungen              | Orgelbaugesellschaft Reichenstein                                                     | 2010             | II/P    | 7        | |
| Hungen                       | Friedhofskapelle                                 |                                       | Hungen              | Förster & Nicolaus                                                                    | 1964             | I/p     | 5        | ursprünglich für die Ev. Kapelle in Bad Salzhausen gebaut, seit 1981 in Hungen |
| Hungen                       | Evangelische Stadtkirche, Hauptorgel             |                                       | Hungen              | Rohlfing                                                                              | 1967             | II/P    | 21       | |
| Hungen                       | Evangelische Stadtkirche, Chorpositiv            |                                       | Lich                | Henk Klop                                                                             | 2004             | I       | 4        | Truhenorgel |
| Hungen                       | Evangelische Stadtkirche, Chorpositiv            |                                       | Hungen              | Streichert                                                                            |                  | I       | 2        | Orgelpositiv |
| Kinzenbach                   | Evangelische Kirche                              |                                       | Heuchelheim         | Friedrich Weller                                                                      | 1867             | I/P     | 10       | |
| Kirchberg (Lahn)             | Evangelische Kirche                              |                                       | Lollar              | Johann Andreas Heinemann                                                              | 1777/1778        | I/P     | 11       | Zuschreibung; erhalten |
| Kleinlinden                  | Evangelische Kirche                              |                                       | Gießen              | Förster & Nicolaus                                                                    | 1969             | II/P    | 15       | |
| Kleinlinden                  | Friedhofskapelle                                 |                                       | Gießen              | Friedrich Weigle                                                                      | 1969             | I/P     | 8        | teils geteilte Register |
| Kloster Arnsburg             | Paradies                                         |                                       | Lich                | Förster & Nicolaus                                                                    | 1979             | I/P     | 8        | hinter dem historischen Prospekt und unter Einbeziehung von einem Pedalregister aus der Kirche Bindsachsen, der Manualklaviaturen und von zwei alten Registern aus der Gederner Kirche und eines weiteren alten Registers aus der Holzheimer Kirche |
| Königsberg (Biebertal)       | Evangelische Kirche                              |                                       | Biebertal           | Förster & Nicolaus                                                                    | 1962             | I/P     | 9        | |
| Krofdorf-Gleiberg            | Dreifaltigkeitskirche                            |                                       | Wettenberg          | E. F. Walcker & Cie.                                                                  | 1965             | II/p    | 4        | |
| Krofdorf-Gleiberg            | Katharinenkirche Gleiberg                        |                                       | Wettenberg          | Günter Hardt                                                                          | 1968             | I/P     | 6        | zwischen zwei Emporen eingebaut |
| Krofdorf-Gleiberg            | Margarethenkirche                                |                                       | Wettenberg          | Günter Hardt                                                                          | 1971             | I/P     | 11       | unter Einbeziehung alter Register der Vorgängerorgel der Gebr. Ziese (1854) |
| Krumbach (Biebertal)         | Evangelische Kirche                              |                                       | Biebertal           | E. F. Walcker & Cie.                                                                  | 1928             | II/P    | 11       | |
| Krumbach (Biebertal)         | Neuapostolische Kirche                           |                                       | Biebertal           | Eigenbau Ludwig Frank auf Basis Hofbauer-Baukastenorgel                               | 1978             | II/P    | 10       | 1995 von Hardt und L. Frank überholt, 2021 von NAK Westdeutschland restauriert |
| Langd                        | Evangelische Kirche                              |                                       | Hungen              | Johann Georg Förster                                                                  | 1865             | II/P    | 12       | |
| Lang-Göns                    | Jakobuskirche                                    |                                       | Langgöns            | Förster & Nicolaus                                                                    | 1977             | II/P    | 19       | |
| Langsdorf (Lich)             | Evangelisch-reformierte Kirche                   |                                       | Lich                | Förster & Nicolaus                                                                    | 1925             | II/P    | 19       | im spätromantischen Stil, pneumatische Kegelladen |
| Lardenbach                   | Evangelische Kirche                              |                                       | Grünberg            | Finkenauer & Embach                                                                   | 1865             | I/P     | 6        | vollständig erhalten |
| Laubach                      | Evangelische Stadtkirche Laubach                 |                                       | Laubach             | Johann Casper Beck/Johann Michael Wagner/Johann Andreas Heinemann, Förster & Nicolaus | 1747–1751, 2010  | III/P   | 31       | neun Register erhalten, 2010 Rekonstruktion und Erweiterung, 2018 drei Register ergänzt |
| Laubach                      | Heilig-Geist-Kirche                              |                                       | Laubach             | Förster & Nicolaus                                                                    | 1980             | II/P    | 18       | |
| Launsbach                    | Evangelische Kirche                              |                                       | Wettenberg          | Günter Hardt                                                                          | 1963             | I/P     | 7        | |
| Lauter (Laubach)             | Evangelische Kirche                              |                                       | Laubach             | Förster & Nicolaus                                                                    | 1904             | I/P     | 8        | mit pneumatischen Kegelladen |
| Lehnheim                     | Evangelische Kirche                              |                                       | Grünberg            | Andreas M. Ott                                                                        | 1972             | I       | 4        | |
| Leihgestern                  | Evangelische Kirche                              |                                       | Linden              | Förster & Nicolaus                                                                    | 1908             | II/P    | 17       | romantische Disposition, pneumatische Kegelladen; vollständig erhalten |
| Lich                         | Friedhofskapelle                                 |                                       | Lich                | Förster & Nicolaus                                                                    | 1972             | I       | 3        | |
| Lich                         | Marienstiftskirche, Hauptorgel                   |                                       | Lich                | Georg Wagner, Förster & Nicolaus                                                      | 1621–1624, 1972  | III/P   | 33       | 1631 Pedaltürme aus Kloster Arnsburg ergänzt; 1972 Neubau hinter historischem Prospekt und unter Einbeziehung alter Register |
| Lich                         | Marienstiftskirche, Chororgel                    |                                       | Lich                | Förster & Nicolaus                                                                    | 1967             | I/P     | 5        | |
| Lich                         | Marienstiftskirche, Chororgel                    |                                       | Lich                | Peter Conacher & Co                                                                   | 1904             | I/P     | 8        | Englische Orgel 2022 gebraucht erworben |
| Lich                         | Marienstiftskirche, Kapelle                      |                                       | Lich                | Förster & Nicolaus                                                                    | 1961             | I       | 4        | Positiv in der Kapelle mit geteilten Registern |
| Lich                         | Marienstiftskirche, Truhenorgel                  |                                       | Lich                | Henk Klop                                                                             | 2017             | I       | 5        | Truhenorgel mit Holzprinzipal 8′ |
| Lich                         | St. Paulus, Hauptorgel                           |                                       | Lich                | Reinhart Tzschöckel                                                                   | 1988             | II/P    | 28       | |
| Lich                         | St. Paulus, Orgelpositiv                         |                                       | Lich                | Reinhart Tzschöckel                                                                   | 1996             | I       | 3        | diente zunächst als Leihinstrument, 1998 von St. Paulus erworben |
| Lindenstruth                 | Evangelische Kirche                              |                                       | Reiskirchen         | Emanuel Kemper                                                                        | 1964             | I/P     | 5        | 1978 gebraucht erworben; alle vier Manualregister sind geteilt (Bass/Diskant). |
| Lollar                       | Evangelische Kirche                              |                                       | Lollar              | Förster & Nicolaus                                                                    | 1962             | II/P    | 12       | |
| Lollar                       | St. Josef                                        |                                       | Lollar              | Gebr. Späth                                                                           | 1962             | II/P    | 16       | mit elektropneumatischen Kegelladen |
| Londorf                      | Evangelisch-lutherische Kirche                   | Orgel der ev.-luth. Kirche zu Londorf | Rabenau             | Gebr. Link                                                                            | 1911             | II/P    | 22       | |
| Londorf                      | St. Franziskus                                   | Orgel kath. Kirche Londorf            | Rabenau             | Eduard Wagenbach                                                                      | 1968             | II/P    | 13       | |
| Lumda (Grünberg)             | Evangelische Kirche                              |                                       | Grünberg            | Gebrüder Bernhard                                                                     | 1893             | I/P     | 6        | mit Kegelladen |
| Lützellinden                 | Evangelische Kirche                              |                                       | Gießen              | Günter Hardt                                                                          | 1970             | II/P    | 15       | hinter Prospekt der Gebrüder Bernhard (1894); 1999 ein Pedalregister von Hardt ergänzt |
| Mainzlar                     | Mainzlarer Kirche                                |                                       | Staufenberg         | Oberlinger                                                                            | um 1980          | I       | 7        | Orgelpositiv |
| Münster (Laubach)            | Evangelische Kirche                              |                                       | Laubach             | Förster & Nicolaus                                                                    | 1901             | I/P     | 6        | pneumatisch |
| Muschenheim                  | Evangelische Kirche                              |                                       | Lich                | Förster & Nicolaus                                                                    | 1958             | I/p     | 6        | ursprünglich für die Paul-Gerhard-Kirche in Offenbach am Main gebaut, 1992 von Muschenheim erworben und dorthin überführt |
| Nieder-Bessingen             | Evangelische Kirche                              |                                       | Lich                | Förster & Nicolaus                                                                    | 1957–1958        | I/P     | 8        | hinter historischem Prospekt von Johann Hartmann Bernhard (1830/31) |
| Niederkleen                  | Evangelische Kirche                              |                                       | Langgöns            | Hugo Böhm                                                                             | 1910             | II/P    | 10       | weitgehend erhalten; saniert von W. Bosch |
| Nonnenroth                   | Evangelisch-reformierte Kirche                   |                                       | Hungen              | Johann Georg Förster                                                                  | 1885             | I/P     | 9        | |
| Ober-Bessingen               | Evangelische Kirche                              |                                       | Lich                | Johann Hartmann Bernhard                                                              | 1833             | II/P    | 10       | 1891 ein Register ausgetauscht, ansonsten vollständig erhalten |
| Obbornhofen                  | Evangelische Kirche                              |                                       | Hungen              | Förster & Nicolaus                                                                    | 1911             | I/P     | 9        | hinter dem Prospekt von Friedrich Wilhelm Bernhard (1843) |
| Oberkleen                    | St. Michaelis                                    |                                       | Langgöns            | Johann Conrad Bürgy & Söhne                                                           | 1790–1800        | I/P     | 12       | ursprünglich I/P/10, 1976/77 durch Hardt erweitert; weitgehend erhalten |
| Oberkleen                    | Maria Königin                                    |                                       | Langgöns            | Emil Hammer                                                                           | 1985             | II/P    | 15       | |
| Odenhausen (Lahn)            | Evangelische Kirche                              |                                       | Lollar              | Heinrich Eichhorn                                                                     | 1895             | I/p     | 7        | oder aus Burgschwalbach gebraucht erworben, hinter Prospekt von G. Weißhaupt (1739) |
| Odenhausen (Lahn)-Röderheide | Sankt Johannes der Täufer                        |                                       | Lollar              | Herbert Hey                                                                           | 1999             | I/P     | 6        | ursprünglich kompaktes Ausstellungsstück, 3 geteilte Register |
| Odenhausen (Lumda)           | Evangelische Kirche                              |                                       | Rabenau             | Dieter Noeske                                                                         | um 1960          | I/P     | 5        | |
| Oppenrod                     | Evangelische Kirche                              |                                       | Buseck              | Johann Georg Förster                                                                  | 1886             | I/P     | 7        | |
| Queckborn                    | Evangelische Kirche                              |                                       | Grünberg            | Johann Georg Förster                                                                  | 1873             | I/P     | 8        | seitenspielige Brüstungsorgel hinter barockem Gehäuse (1742) |
| Reinhardshain                | Evangelische Kirche                              |                                       | Grünberg            | Förster & Nicolaus                                                                    | 1997             | I/P     | 5        | |
| Reiskirchen                  | Evangelische Kirche                              |                                       | Reiskirchen         | Johann Georg Förster                                                                  | 1899             | II/P    | 9        | |
| Rödgen (Gießen)              | Evangelische Kirche                              |                                       | Gießen              | Förster & Nicolaus                                                                    | 1899–1900        | I/P     | 8        | pneumatische Kegelladen |
| Rodheim-Bieber               | St. Anna                                         |                                       | Biebertal           | Westfälischer Orgelbau S. Sauer                                                       | 1998             | II/P    | 23       | |
| Rodheim-Bieber               | Evangelische Kirche Bieber                       |                                       | Biebertal           | E. F. Walcker & Cie.                                                                  | 1970             | I/P     |          | |
| Rodheim-Bieber               | Evangelische Kirche Rodheim                      |                                       | Biebertal           | Johann Hartmann Bernhard                                                              | 1828             | I/P     | 10       | 1958/59 Umbau |
| Rodheim (Hungen)             | Evangelische Kirche                              |                                       | Hungen              | Förster & Nicolaus                                                                    | 1905             | II/P    | 13       | pneumatische Kegelladen |
| Röthges                      | Evangelische Kirche                              |                                       | Laubach             | Heinrich Voigt                                                                        | nach 1882        | I/P     | 8        | nach jahrelanger Stilllegung 1987/1988 Wiederherstellung und Restaurierung durch Förster & Nicolaus |
| Rüddingshausen               | Evangelische Kirche                              |                                       | Rabenau             | Gebr. Link                                                                            | 1912             | I/P     | 7        | mit pneumatischen Kegelladen; hinter historischem Prospekt (1804) |
| Ruppertsburg                 | Evangelische Kirche                              |                                       | Laubach             | Förster & Nicolaus                                                                    | 1937             | II/P    | 13       | hinter historischem Prospekt von Johann Georg Bürgy (1822) |
| Saasen-Veitsberg             | Evangelische Kirche                              |                                       | Reiskirchen         | Bruno Döring                                                                          | 1972             | I/P     | 6        | |
| Salzböden                    | Evangelische Kirche                              |                                       | Lollar              | unbekannt, Günter Hardt                                                               | 1961             | I/P     | 11       | hinter dem Rokokogehäuse von etwa 1760 |
| Stangenrod (Grünberg)        | Evangelische Kirche                              |                                       | Grünberg            | Gustav Raßmann                                                                        | 1890             | I/P     | 6        | Pfeifenwerk ursprünglich in Niederquembach, seit 1985 in Stangenrod hinter historischem Prospekt von Friedrich Wilhelm Bernhard (1847) |
| Steinbach (Fernwald)         | Evangelische Kirche                              |                                       | Fernwald            | Johann Georg Förster                                                                  | 1849             | II/P    | 24       | nahezu vollständig erhalten, 1870 Gambe durch Förster ersetzt, 1873 Physharmonika ergänzt |
| Steinheim (Hungen)           | Katharinen-Kapelle                               |                                       | Hungen              | Förster & Nicolaus                                                                    | 1966             | I       | 4        | Positiv |
| Stockhausen (Grünberg)       | Evangelische Kirche                              |                                       | Grünberg            | Förster & Nicolaus                                                                    | 1992             | I/p     | 4        | |
| Trais-Horloff                | Evangelische Kirche                              |                                       | Hungen              | Johann Andreas Heinemann                                                              | 1776             | I/P     | 11       | Zuschreibung; mehrfach umgebaut |
| Treis an der Lumda           | Evangelische Kirche                              |                                       | Staufenberg         | Förster & Nicolaus                                                                    | 1928             | II/P    | 11       | hinter Barockprospekt (1780) |
| Vetzberg                     | Evangelische Kirche                              |                                       | Biebertal           | Förster & Nicolaus                                                                    | 1992             | I/P     | 5        | |
| Villingen (Hungen)           | Evangelische Kirche                              |                                       | Hungen              | Förster & Nicolaus                                                                    | 1904             | II/P    | 12       | hinter historischem Prospekt (1740) |
| Watzenborn-Steinberg         | Alte Kirche                                      |                                       | Pohlheim            | Johann Georg Förster                                                                  | 1890             | I/P     | 8        | 2008 ausgebaut und eingelagert; seitdem stummer Prospekt |
| Watzenborn-Steinberg         | Christuskirche                                   |                                       | Pohlheim            | Förster & Nicolaus                                                                    | 1960             | II/P    | 18       | |
| Watzenborn-Steinberg         | St. Martin                                       |                                       | Pohlheim            | Förster & Nicolaus                                                                    | 2002             | II/P    | 15 (24)  | |
| Weickartshain                | Evangelische Kirche                              |                                       | Grünberg            | Förster & Nicolaus                                                                    | 1981–1982        | I/P     | 6        | unter Einbeziehung vier älterer Register und von Orgelteilen der Vorgängerorgel von Georg Schlosser (1933); Oktave 4′ zum Ausbau vorbereitet |
| Weitershain                  | Evangelische Kirche                              |                                       | Grünberg            | Peter Dickel                                                                          | 1877             | II/P    | 10       | vollständig erhalten |
| Wetterfeld (Laubach)         | Evangelische Kirche                              |                                       | Laubach             | Johann Hartmann Bernhard                                                              | 1823             | II/P    | 12       | mehrfach umgebaut |
| Wieseck                      | Michaelskirche                                   |                                       | Gießen              | Förster & Nicolaus                                                                    | 1963             | II/P    | 14       | |
| Winnen (Allendorf/Lumda)     | Evangelische Kirche                              |                                       | Allendorf (Lumda)   | Förster & Nicolaus                                                                    | 1938             | II/P    | 13       | hinter Gehäuse von 1907 |
| Winnerod                     | Evangelische Kirche                              |                                       | Reiskirchen         | Bruno Döring                                                                          | 1964             | I/P     | 8        | |
| Wirberg                      | Evangelische Kirche                              |                                       | Grünberg            | Karl Rudolf Bernhard                                                                  | 1863             | I/P     | 10       | 1950er Umbau durch Förster & Nicolaus |
| Wißmar                       | Evangelische Kirche                              |                                       | Wettenberg          | Günter Hardt                                                                          | 1967             | II/P    | 19       | hinter dem Gehäuse von Johann Georg Bürgy (1830) |
| Wißmar                       | St. Raphael                                      |                                       | Wettenberg          | E. F. Walcker & Cie.                                                                  | 1949             | II/P    | 11       | |